# 芳川

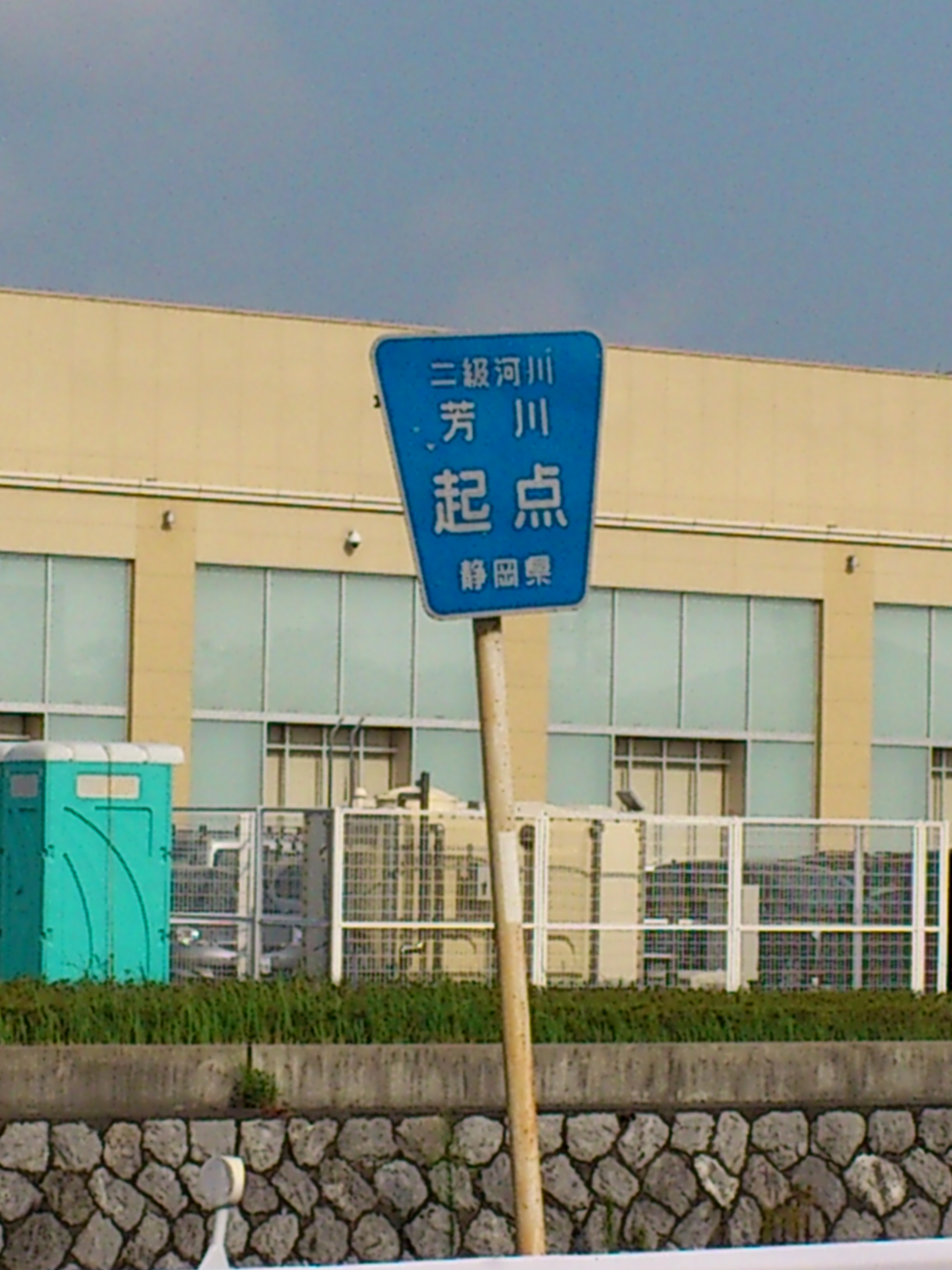
起点標識（浜松市中央区上新屋町、2013年8月15日）

芳川（ほうがわ）は、静岡県浜松市を流れる河川。二級水系馬込川の支流である。

## 地理
静岡県浜松市中央区上新屋町・中田町を起点とし、浜松市内を南へ流れ馬込川の河口付近に合流する。河川改修事業が遅れている為、草の生い茂る昔ながらの河川敷が見られる。

## 歴史
大正以前の河道が残っているのは国道150号以南のみであり、現在の直線的な芳川河道のほとんどは、戦前の昭和期に世界恐慌対策事業による工業排水路として新規開削されたものである。
現在の浜松市立与進中学校の北で安間川から分岐し、天王を西南、西塚を南に進み、植松にて旧東海道を横切り、東から流れてくる北裏川と合流するまでの旧河道は、当時から小川という程度の規模であったため、痕跡は全く残っていない。JR東海道線の南側から大きく東に湾曲して国道150号と交差するまでの旧河道は、分岐部は締め切られたものの準用河川東芳川として残っている。

## 主な橋梁
- 琵琶橋（国道152号）
- 新川橋（国道150号）
- 芳川橋（国道1号）[2]
- 川柳橋（静岡県道316号舞阪竜洋線）
- 江福大橋（国道150号）

## 環境
2002年に、河川敷のしゅんせつ土から環境基準を上回るカドミウムが検出され、いったん着工した改修工事が中断された（水質への影響は出ていない）。
このような河川改修事業の遅れにより、特に住宅及び工場の多い上流部において現在も浸水の危険度が高い上に、両岸の市道の整備も進んでいない。流域には小学校や中学校もあり、朝夕の交通量の多い車道を歩いて通学する等、危険な面が指摘されている。